# Record del mondo di sci nautico
La seguente tabella riporta i record del mondo maschili e femminili delle diverse discipline dello sci nautico.
Nota: dati aggiornati al 18 gennaio 2023

## Record mondiali

### Maschili
| Specialità | Prestazione  | Atleta               | Nazione       | Data             | Evento                               | Luogo                     |
| ---------- | ------------ | -------------------- | ------------- | ---------------- | ------------------------------------ | ------------------------- |
| Slalom     | 2,5/58/9,75m | Nate Smith           | Stati Uniti   | 7 settembre 2013 | Ski Ranch Fall Record 1              | Covington, Stati Uniti    |
| Figure     | 12 950 punti | Patricio Font Nelson | Messico       | 28 ottobre 2022  | Florida Cup - WWS Overall Tour Final | Polk City, Stati Uniti    |
| Salto      | 77,4 m       | Ryan Dodd            | Canada        | 1º luglio 2017   | Space Coast 3 Event                  | Palm Bay, Stati Uniti     |
| Combinata  | 2 660,12     | Joel Poland          | Gran Bretagna | 14 ottobre 2021  | 2021 IWWF World Championships        | Okahumpka, Stati Uniti    |
| Ski Fly    | 95,0 m       | Freddy Krueger       | Stati Uniti   | 07 agosto 2015   | MasterCraft Throwdown                | Grand Rapids, Stati Uniti |

### Femminili
| Specialità | Prestazione    | Atleta             | Nazione     | Data            | Evento                        | Luogo                      |
| ---------- | -------------- | ------------------ | ----------- | --------------- | ----------------------------- | -------------------------- |
| Slalom     | 4,5/55/10,25m  | Regina Jaquess     | Stati Uniti | 6 luglio 2019   | Regina Jaquess Open II        | Duncanville, Stati Uniti   |
| Figure     | 11 260 punti   | Erika Lang         | Stati Uniti | 5 ottobre 2019  | Sunset Fall Classic 2019      | Okahumpka, Stati Uniti     |
| Salto      | 61,3 m         | Jacinta Carroll    | Australia   | 31 ottobre 2021 | MasterCraft Pro               | Polk City, Stati Uniti     |
| Combinata  | 3 177,26 punti | Natalia Berdnikova | Bielorussia | 19 maggio 2012  | Masters Last Chance Qualifier | Okahumpka, Stati Uniti     |
| Ski Fly    | 69,4 m         | Elena Milakova     | Russia      | 26 maggio 2022  | US Masters                    | Pine Mountain, Stati Uniti |

La disciplina dello ski fly è stata vietata in competizione dalla Federazione Internazionale di Sci Nautico a causa dell'alto livello di pericolosità.
Si riportano inoltre di seguito i record del mondo maschili e femminili delle diverse discipline dei piedi nudi.
| Specialità | Prestazione  | Atleta             | Nazione     |
| Maschili   | Maschili     | Maschili           | Maschili    |
| ---------- | ------------ | ------------------ | ----------- |
| Slalom     | 20.6         | Keith St.Onge      | Stati Uniti |
| Figure     | 10 880 punti | Keith St.Onge      | Stati Uniti |
| Salto      | 27,4 m       | David Small        | Regno Unito |
| Femminili  |              |                    |             |
| Slalom     | 17           | Nadine De Villiers | Sudafrica   |
| Figure     | 4 400 punti  | Nadine De Villiers | Sudafrica   |
| Salto      | 20,6 m       | Nadine De Villiers | Sudafrica   |